# Teodorico II di Kleve
Teodorico II in lingua tedesca Dietrich II./IV. (Kleve) (1125 circa – 27 aprile 1172) fu conte di Kleve dal 1147 fino alla sua morte.

## Origine
Secondo il documento n° CCCXXX del Regesta Historiae Westfaliae, Teodorico era figlio del conte di Kleve, Arnoldo I, e della moglie, Ida di Lovanio (Theodericus Dei munere comes in Clivis, Arnoldi comitis et Ide comitisse filius), che era figlia del langravio del Brabante, conte di Lovanio e Bruxelles, margravio di Anversa e anche duca della Bassa Lorena (Lotaringia), Goffredo il Barbuto e della sua prima moglie, Ida di Chiny, come conferma la Chronica Albrici Monachi Trium Fontium.

Secondo il documento n° II del Un cartulaire de l'abbaye de Saint-Vaast d'Arras, codex du XIIe siècle, Arnoldo I di Kleve era il figlio del conte di Kleve, Teodorico I e della moglie di cui non si conosce né il nome né gli ascendenti.

## Biografia
Di Teodorico si hanno poche notizie, comunque è documentato come conte di Kleve o di Tomburg, tra il 1162 e il 1166.
Suo padre, Arnoldo I morì il 20 febbraio 1147; il conte Arnoldo I fu sepolto nel monastero di San Marco a Bedburg, da lui fondato (Arnoldus comes de Cliue locum quendam in Bedebur dictum) come viene ricordato dall'arcivescovo di Colonia, Filippo I di Heinsberg, nel documento n° 463 del Urkundenbuch für die Geschichte des Niederrheins, Volume 1.

Teodorico succedette ad Arnoldoi I, come Teodorico II, confermato da alcuni documenti, tra cui: 
- il documento n° 404 del Urkundenbuch für die Geschichte des Niederrheins, Volume 1, datato 1162, in cui Teodorico e la moglie, Adelaide (Theodericus comes in Cleue et Aleidis uxor mea), fecero una donazione in commemorazione dei defunti genitori di Teodorico (patris mei Arnoldi comitis et VI Kal Aug matris mee Ide comitisse)[6].
- il documento n° CCCXXX del Regesta Historiae Westfaliae, datato 1163, in cui Teodorico (Theodericus Dei munere comes in Clivis) fa una donazione[1].

Come il padre, Arnoldo I, Teodorico continuò a collaborare con gli arcivescovi di Colonia, come appare dal documento n° XXXII del Münsterische Beiträge zur Geschichte Deutschlandes hauptsächlich, Volume 2, datato 1166, in cui Teodorico (Theodericus comes de Cleve) fu testimone per l'arcivescovo di Colonia, Rainaldo di Dassel.
Teodorico II morì nell'aprile del 1172; gli Annales Egmundani ne riportano la morte (Eodem anno obiit Theodericus comes de Cleve), definendolo molto amabile (venustissimus).

Gli succedette il figlio primogenito, anche lui di nome Teodorico, come Teodorico III, come ci viene confermato dal documento n° 510 del Urkundenbuch für die Geschichte des Niederrheins, Volume 1, datato 1188 (Theodericus divina misericordia comes de Cliuo).

## Matrimonio e discendenza
Teodorico II, verso la metà del XII secolo, aveva sposato Adelaide di Sulzbach, come ci viene confermato dal documento n° 404 del Urkundenbuch für die Geschichte des Niederrheins, Volume 1, datato 1162, in cui Teodorico viene citato con la moglie, Adelaide (Theodericus comes in Cleue et Aleidis uxor mea), che era figlia del conte, Gerardo III di Sulzbach, come ci viene confermato dal documento n° 515 del Urkundenbuch für die Geschichte des Niederrheins, Volume 1, datato 1188 (defunctis patris eius comitis Geuehardi) e di Matilde di Baviera (vedova di Teopoldo di Vohburg), figlia del duca di Baviera, Enrico IX di Baviera, come ci conferma la Historia Welforum Weingartensis. Nel 1188, l'anno prima di morire, Adelaide fece due donazioni, comprovate da due documenti del Urkundenbuch für die Geschichte des Niederrheins, Volume 1: 
- il documento n° 510, in cui acconsentì, assieme al secondo figlio, Arnoldo (matre nostra comitissa Aleide et fratre nostro Arnoldo) la donazione del figlio, Teodorico III (Theodericus divina misericordia comes de Cliuo)[9];
- il documento n° 515, in cui (comitissa Aleidis de Cliuo) fece donazioni in suffragio del padre, Gerardo e del marito, Teodorico II (defunctis patris eius comitis Geuehardi et comitis Theoderici)[10].

Teodorico II dalla moglie, Adelaide, ebbe quattro figli:
- Margherita († 1190 circa), che sposò il langravio di Turingia della stirpe Ludovingia, Ludovico III, che secondo il Arnoldi Chronica Slavorum, liber III fu ripudiata per consanguineità[14];
- Teodorico († 1198), conte di Kleve[9];
- Adelaide († 1189 circa), che sposò il conte d'Olanda, Teodorico VII, come confermano gli Annales Egmundani[15];
- Arnoldo[9] († 1200 circa), conte reggente di Kleve.